# Michel Gauquelin
Michel Gauquelin (Parigi, 13 novembre 1928 – Parigi, 20 maggio 1991) è stato uno psicologo, statistico e astrologo francese.

## Biografia
Assieme alla moglie Françoise Schneider-Gauquelin è stato tra i primi astrologi a condurre ricerche statistiche nel tentativo di dare basi scientifiche all'astrologia. 
Curioso di astrologia fin da bambino, ha studiato psicologia e statistica alla Sorbona. 
Successivamente e per tutta la vita ha cercato prove statistiche sugli influssi astrologici, anche se, come detto pubblicamente, non si è mai considerato astrologo.
Il risultato più famoso e controverso dei suoi studi è contenuto nel libro L'influence des astres (1955) dove partendo dall'analisi critica dei lavori di due astrologi Paul Choisnard e Karl Ernst Krafft conclude avanzando l'ipotesi di un effetto Marte statisticamente rilevante presente negli oroscopi degli sportivi.
Il lavoro fu analizzato nel 1960 dal comitato belga di esperti Para con metodologia concordata con il ricercatore. Il risultato, pubblicato nel 1976 sul Bulletin du Comité Nouvelles Brèves n. 43, concordò sulla presenza di anomalie nella presenza di Marte in alcuni settori dell'oroscopo ma non la ritenne statisticamente rilevante.

## Opere
- 1955 – L'influence des astres
- 1957 – Méthodes pour étudier la répartition des astres dans le mouvement diurne
- 1960 – Les Hommes et les Astres
- 1967 – La santé et les conditions atmosphériques
- 1974 – La Cosmopsychologie – Les astres et les tempéraments
- 1976 -  Ritmi biologici ritmi cosmici   Faenza editrice  pag.226  titolo originale rythmes biologiques,rythmes cosmiques - Marabout s.a. Verviers  Belgique

| Controllo di autorità | VIAF (EN) 52483675 · ISNI (EN) 0000 0001 1876 1404 · LCCN (EN) n90710823 · GND (DE) 118689843 · BNE (ES) XX1644416 (data) · BNF (FR) cb11904367x (data) · J9U (EN, HE) 987007280463805171 · CONOR.SI (SL) 43670627 |